# Siphonognathus
Siphonognathus és un gènere de peixos pertanyent a la família dels odàcids.

## Distribució geogràfica
Es troba a les costes del sud d'Austràlia.

## Taxonomia
- Siphonognathus argyrophanes (Richardson, 1858)[4]
- Siphonognathus attenuatus (Ogilby, 1897)[5]
- Siphonognathus beddomei (Johnston, 1885)[6]
- Siphonognathus caninis (Scott, 1976)[7]
- Siphonognathus radiatus (Quoy & Gaimard, 1834)[8]
- Siphonognathus tanyourus (Gomon & Paxton, 1986)[9][10][11][12][13][14][15]